# Zoophthorus ericeti
Zoophthorus ericeti là một loài tò vò trong họ Ichneumonidae.